# Циганко Петро Степанович
Циганко́ Петро́ Степа́нович (нар. 18 червня 1954, с. Наконечне Друге, Львівська область) — український політик та підприємець, голова Ліберальної партії України (з 25 червня 2005 року).

## Життєпис
Народився 18 червня 1954 р. у Львівській області. Помер 7 лютого 2021 р. 
Здобув вищу технічну та економічну освіту. 1982 року закінчив Львівський політехнічний інститут на механіко-машино будівному факультеті і отримав кваліфікацію інженер-механік; а 1989 — Харківський інженерно-економічний інститут на факультеті організації промислового виробництва (кваліфікація — інженер-економіст. Протягом 1991–1993 років навчався на економічному відділенні аспірантури при Харківській академії технології і харчування. Тема дисертації: «Визначення комплексного коефіцієнту підвищення ефективності виробництва на підприємствах харчової промисловості».
Доктор економічних наук. Заслужений будівельник України. Автор більше тридцяти наукових статей переважно з виробничо-економічної тематики. Зокрема: «Ефективність як основний критерій росту виробництва», «Основна ціль виробництва — це прибуток», «У виробництві не треба економити на екології», «Нульовий варіант — реальний шанс для розвитку економіки України», «Ліберальна економіка в Україні на певний час повинна бути соціально орієнтованою» та ін.
Починав трудову діяльність 1976 р. (після служби в армії) на Львівському ПМК-9 «Трестукрремлегбуд» з посади електромеханіка, потім інженера і старшого інженера.
З 1983 по 1987 рр. працював на Київському заводі «Еталон» інженером-технологом, начальником бюро ППР, головним енергетиком і головним механіком.
У 1987 р. поступив на роботу до Об'єднання «Харківбудматеріали» головним механіком, потім став головним інженером і нарешті директором цегельного заводу.
1994 — 1999 рр. — генеральний директор, голова правління АТ «Будкераміка».
1999 — 2004 рр. — генеральний директор, голова правління ЗАТ «Кераміка».

## Політична діяльність
В 1994–2002 роках очолював Харківську обласну організацію Ліберальної партії України. З 1994 по 2005 рр. — постійний член Політради і Президії ЛПУ. В 2002–2005 рр. — заступник голови ЛПУ.
Учасник розробки наукового проекту «Народний капіталізм в Україні».
Головою Ліберальної партії України обраний 25 червня 2005 року на Х з'їзді.
Прихильник євроатлантичної інтеграції України.
Вважає, що в Україні має бути одна державна мова — українська, а мови нацменшин захищені законом.
Переконаний, що зміни, внесені до Конституції не досконалі, а Україна не готова до парламентської республіки. Виступає за сильну президентську владу.
Підтримує створення єдиної помісної Православної Церкви.
Обстоює унітарність української держави.
Поділяє гасла Майдану, на який вийшли люди захищати свої права і свободи, а не інтереси окремих політиків.
Позитивно ставиться до якнайшвидшого переходу української армії на професійну основу.
Одружений, має дорослу дочку, онука.